# Klitander
Klitander (fr. Clitandre) – tragikomedia Pierre’a Corneille’a z 1630 roku.
Zakochana w Rozydorze Doryza próbuje zabić w lesie swą rywalkę Kalistę. W tym samym miejscu zasadzkę na Rozydora zastawił, zazdrosny o Doryzę, Pimant ze wspólnikami. Rozydro zabija dwóch napastników, sługi Klitandra, choć sam zostaje ranny. Pimant i Doryza ratują się ucieczką. Król pod wrażeniem napaści wyraża zgodę na ślub Rozydora z Kalistą, a Klitandra, którego uważa za jej sprawcę wtrąca do więzienia. Na szczęście dla Klitandra syn króla natrafia w lesie na zbiegów. Doryza przyznaje się do próby zamordowania Kalisty i ujawnia knowania Pimanta. Klitander zostaje ułaskawiony i ma poślubić Doryzę.

## Data powstania utworu
Po sukcesie Melity młody pisarz spróbował w następnym roku sił w tragikomedii. Klitander został wystawiony w 1630 roku i nie cieszył się aż tak dużym powodzeniem. Utwór został wydany w 1639 roku. Po latach Corneille poddał go przeróbkom i w drugim wydaniu z 1660 określił jako tragedię.

## Osoby
| Osoba     | Jej rola w dramacie                                        |
| --------- | ---------------------------------------------------------- |
| Alkander  | król Szkocji                                               |
| Floridan  | jego syn                                                   |
| Rozydor   | faworyt królewski, zakochany w Kaliście                    |
| Klitander | faworyt królewicza Floridana, również zakochany w Kaliście |
| Pimant    | zakochany w Doryzie                                        |
| Kalista   | obiekt westchnień Rozydora i Klitandra                     |
| Doryza    | ukochana Pimanta                                           |
| Lizarch   | sługa Rozydora                                             |
| Geront    | sługa Klitandra                                            |
| Kleon     | szlachcic służący na dworze                                |
| Likast    | paź Klitandra                                              |

## Treść

### Akt I
Kalista dowiaduje się od swej przyjaciółki i rywalki, Doryzy, że jej ukochany, Rozydor, zdradza ją z dwórką królowej, Filomeną. Wspólnie wybierają się o świcie do lasu, żeby przyłapać go na schadzce z ukochaną. Rozydor dostaje liścik od Klitandra, wyzywający go o poranku na pojedynek w lesie o rękę Kalisty. W rzeczywistości liścik został napisany przez sługę Klitandra, Geronta, który wraz z Likastem pomagają Pimantowi w zasadzce na Rozydora. Pimant, zakochany w Doryzie, doszedł bowiem do wniosku, że jedynym sposobem pozbycia się rywala do jej ręki będzie wciągnięcie go w zasadzkę i zamordowanie. Przebrani w chłopskie ubrania i zamaskowani Pimant, Geront i Likast czekają w lesie na Rozydora. Nadchodzą Kalista i Doryza. Kiedy Doryza wydobywa miecz i chce zabić rywalkę, na polanę wpada Rozydor ścigany przez zamaskowanych morderców. Zabija Likasta i łamie miecz o konar drzewa. Zagrożony przez napastników wyrywa miecz Doryzie, naciera na wrogów, zabija Geronta i rani Pimanta, który ucieka. Ucieka również pozbawiona miecza Doryza, a Kalista traci przytomność. Odkrywszy tożsamość zabitych, Rozydor jest przekonany, że autorem zasadzki był Klitander.

### Akt II
Po klęsce Pimant odrzuca maskę i miecz, dzięki czemu myli Lizarcha, który na czele łuczników króla spieszy na pomoc semu panu. Lizarch znajduje ciała Geronta i Likasta, domyśla się zasadzki urządzonej przez Klitandra i ma nadzieję, że jego pan uszedł z życiem. Klitander zostaje wezwany przed oblicze króla. Doryza, obawiając się konsekwencji swego postępowania, przebiera się w znalezione szaty Geronta. Pimant bierze ją początkowo za sługę Klitandra. Później z niepewnego zachowania młodego kawalera domyśla się, że był on świadkiem zasadzki zorganizowanej na Rozydora i postanawia zwabić go do groty i zabić, żeby pozbyć się niebezpiecznego świadka. Wygląd młodzieńca skłania go do podejrzeń, że męskie ubranie skrywa Doryzę.

### Akt III
Idąc po śladach krwi Lizarch odnajduje w chłopskiej chacie rannych Kalistę i Rozydora i przyprowadza ich przed oblicze króla. Król wyraża zgodę na ich małżeństwo, któremu dotąd sprzeciwiała się królowa, sprzyjająca Klitandrowi. Król Alkander, oburzony, postanawia ukarać śmiercią Klitandra. Kalista wyprasza łaskę dla Doryzy. Rozydorowi nie udaje się skłonić króla do zbadania najpierw okoliczności urządzonej na niego zasadzki. Klitander trafia do więzienia nieświadom powodu uwięzienia go. Doryza rozpoznaje w towarzyszącym jej wieśniaku, Pimanta, a on z kolei dekonspiruje Doryzę. Kiedy oferuje jej swe względy, ona odrzuca je twierdząc, że kocha tylko Rozydora. Pimant oświadcza, że go zabił. Doryza wpada w straszny gniew, z którego Pimant nic sobie nie robi świadom swej przewagi fizycznej.

### Akt IV
Pimant staje się coraz bardziej napastliwy. Gdy próbuje zgwałcić Doryzę, ona wbija mu szpilkę w oko i rzuca się do ucieczki. Na wpół oślepiony Pimant wydobywa miecz z ukrycia i rusza w pościg. Zbliża się gwałtowna burza. W jej wyniku książę Floridan rozdziela się ze swymi sługami i trafia na Pimanta, który dogonił i usiłuje zabić Doryzę. Książę wyzywa go na pojedynek i wytrąca mu broń z ręki. Na polanie zjawiają się łowczy, którzy odnaleźli ubrania Pimanta, Likasta i Doryzy. Doryza dekonspiruje się i obiecuje księciu wszystko wyznać pod warunkiem, że pozwoli jej najpierw przebrać się z powrotem w swoje szaty w jakimś ustronnym miejscu. Klitander z niepokojem oczekuje niesprawiedliwego wyroku i ma nadzieję, że niebiosa odpłacą nieznanemu sprawcy jego nieszczęścia. Książę usłyszawszy od Doryzy, co naprawdę się wydarzyło wyrusza czym prędzej, by uratować nieszczęsnego Klitandra.

### Akt V
Książę uwalnia Klitandra z więzienia i obiecuje mu rękę Kalisty. Klitander po swoich przejściach nie chce Kalisty, ani w ogóle żadnej kobiety. Rozydor powracający do zdrowia chce, by król złagodził wyrok na Klitandra, dzięki któremu będzie mógł poślubić Kalistę. Kalista cieszy się ich przyszłym małżeństwem. Król jest zdumiony, że tak pewne dowody okazały się mylne. Ułaskawia Klitandra. Skazuje Pimanta, który nie czuje się winny. Za Doryzą wstawia się książę. Ułaskawiona Doryza chce wstąpić do klasztoru. Książę ma wobec niej inne plany. Chce, by poślubiła Klitandra, od którego domaga się, by na Doryzę przeniósł część uczuć jemu należnych. Obydwie pary czekają na powrót Rozydora do zdrowia, od czego zależy data ich ślubu.

## Analiza
Klitandra rozsadza nadmiar wydarzeń: morderstwo, próba gwałtu, pościg, akcja przechodzi od intrygi do intrygi. Nastrój sielanki przechodzi we frenetyczną miłość. Utwór wbrew określeniu z drugiego wydania, jest tragikomedią. Bohaterowie krzyżują miecze, Likast pada trupem, inni ledwie uchodzą z życiem, wszystko jednak ostatecznie kończy się szczęśliwie. Hałaśliwa akcja łączy się ze świeżym urokiem pastorałki. Niezwykle bogata intryga została zamknięta w ramach jednego dnia, czego w pierwszym swym utworze Corneille jeszcze nie dokonał. Utwór stanowi przyjemne wprowadzenie do barokowych form w teatrze.